# Distribution Media Format
Distribution Media Format – format dla dyskietek, który Microsoft wykorzystywał do dystrybucji oprogramowania. Pozwalał zapisać i przechowywać 1680 KiB danych na 3,5-calowym dysku w porównaniu do typowych 1440 KiB. Efektem ubocznym był wymóg przystosowania programów narzędziowych do obsługi formatu w celu odczytu i zapisu dyskietek, co utrudniało kopiowanie produktów rozpowszechnianych na tym nośniku. Komputer Apple Macintosh z systemem Mac OS 7.6 lub nowszym oraz oprogramowaniem Disk Copy 6.3 potrafi kopiować i tworzyć dyski DMF. Pierwszym oprogramowaniem Microsoftu używającym DMF do dystrybucji były wersje „c” pakietu Office 4.x. Było to również pierwsze oprogramowanie korzystające z plików CAB, ówcześnie nazywanych „Diamond”.
Porównanie DMF oraz standardowych dyskietek 3,5 cala 1440 KiB:
|                         | 1440 KiB   | DMF                  |
| ----------------------- | ---------- | -------------------- |
| Ścieżki                 | 80         | 80                   |
| Sektory na ścieżkę      | 18         | 21                   |
| Rozmiar klastra         | 512 bajtów | 1024 lub 2048 bajtów |
| Wpisy katalogu głównego | 224        | 16                   |

DMF w formie obrazu 1680 KiB Virtual Floppy Disk (VFD) oraz IBM Extended Density Format jest obsługiwane przez Windows Virtual PC.